# Kamýk (Praga)
Kamýk – część Pragi. W 2006 zamieszkiwało ją 20 897 mieszkańców.